# Jatropha podagrica
Jatropha podagrica är en törelväxtart som beskrevs av William Jackson Hooker. Jatropha podagrica ingår i släktet Jatropha och familjen törelväxter. Inga underarter finns listade i Catalogue of Life.

## Bildgalleri

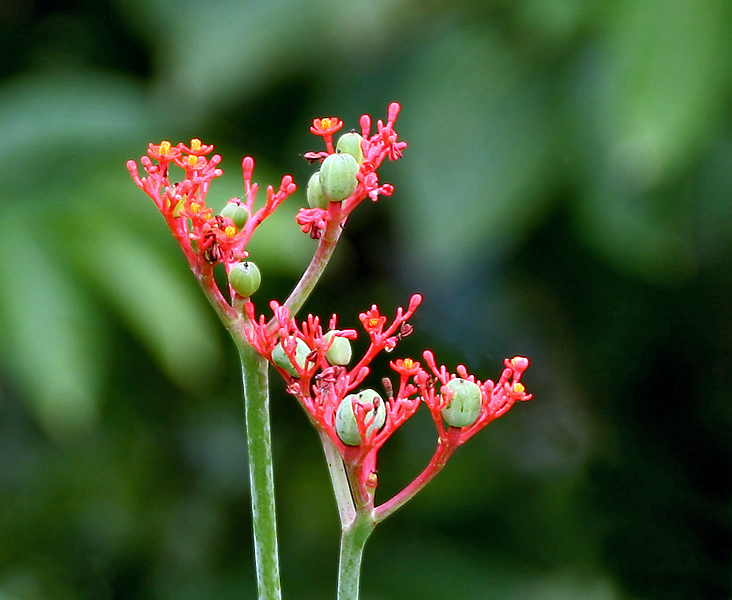
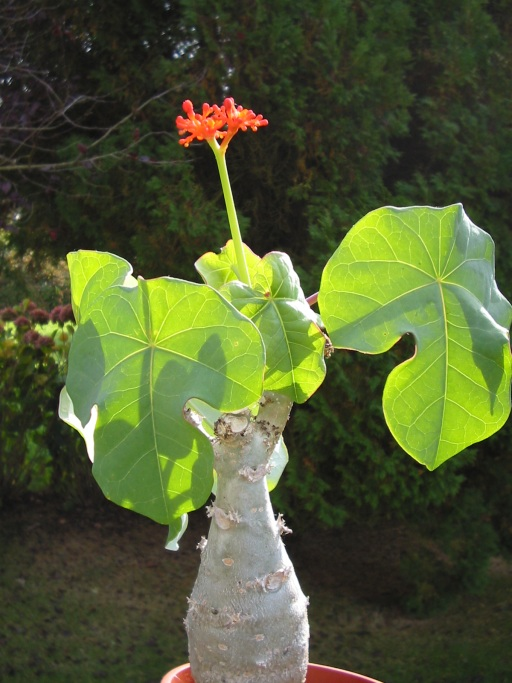
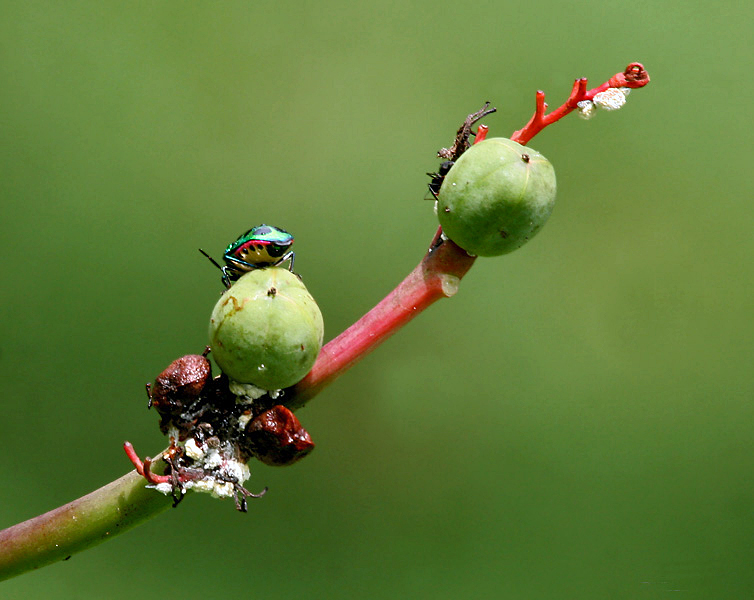
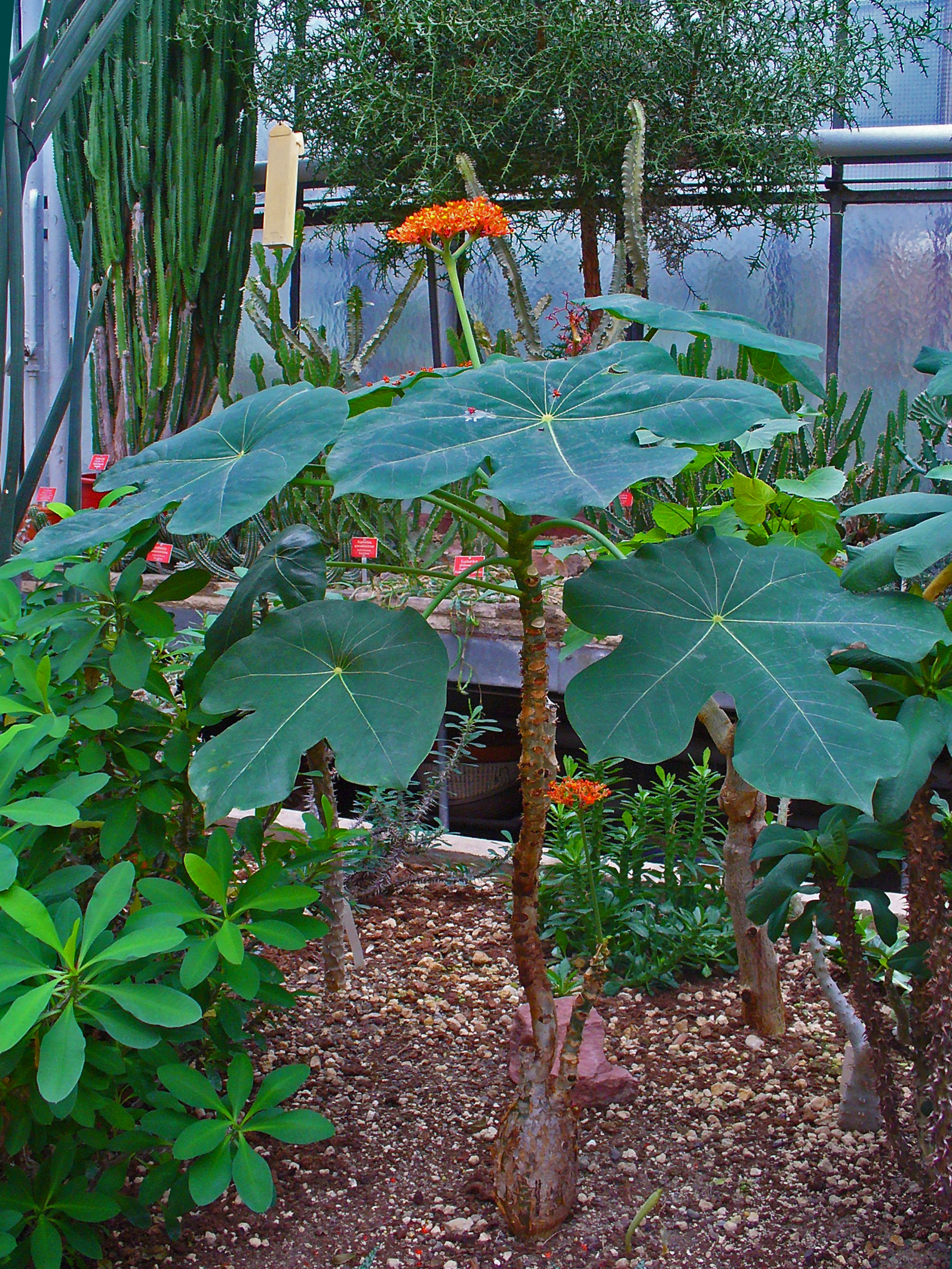
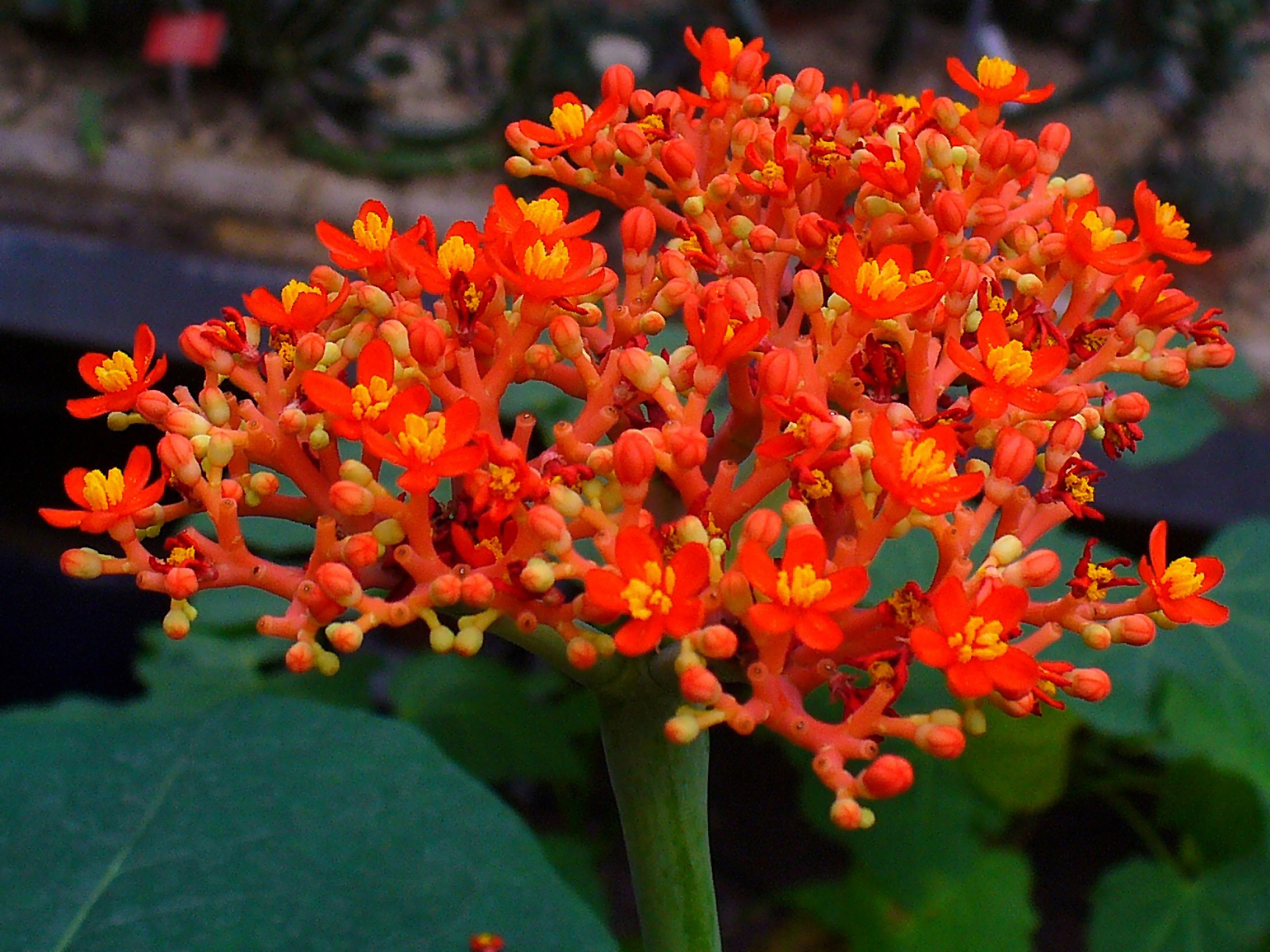
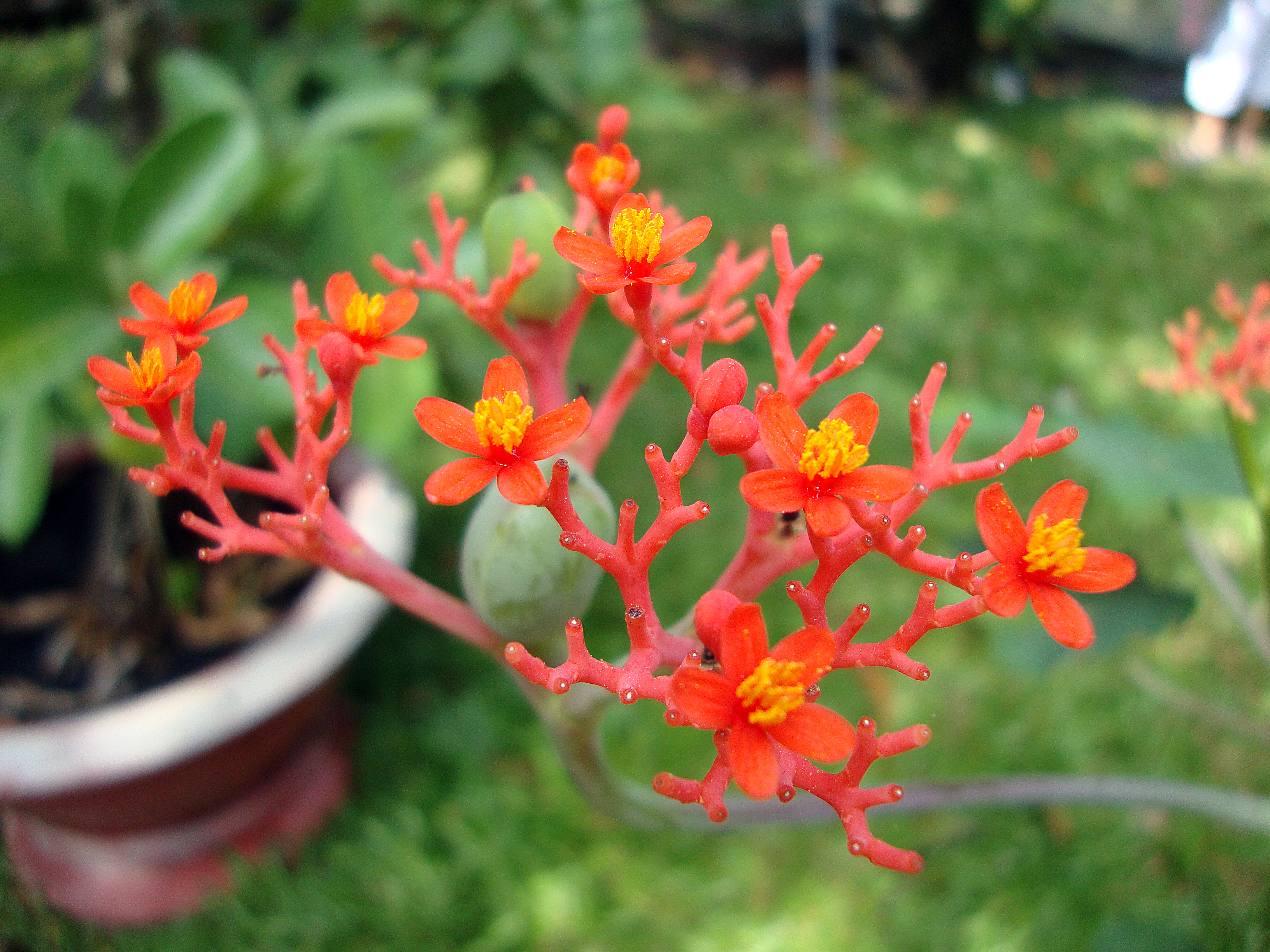